# Bree (ort i Irland)
Bree är en ort i republiken Irland.   Den ligger i grevskapet Loch Garman och provinsen Leinster, i den sydöstra delen av landet, 100 km söder om huvudstaden Dublin. Bree ligger 62 meter över havet och antalet invånare är 201.
Terrängen runt Bree är platt, och sluttar österut. Runt Bree är det ganska glesbefolkat, med 47 invånare per kvadratkilometer. Närmaste större samhälle är Enniscorthy, 8,0 km norr om Bree. Trakten runt Bree består i huvudsak av gräsmarker.